# Фергюс Кавана
Фергюс Кавана  (англ. Fergus Kavanagh, 21 травня 1985) — австралійський хокеїст на траві, олімпійський медаліст.

## Виступи на Олімпіадах
| Олімпіада   | Дисципліна     | Місце |
| ----------- | -------------- | ----- |
| Пекін 2008  | хокей на траві | 3     |
| Лондон 2012 | хокей на траві | 3     |

## Зовнішні посилання
- Досьє на sport.references.com [Архівовано 17 листопада 2015 у Wayback Machine.]